# Dan Eggen
Pour les articles homonymes, voir Eggen.
Dan Eggen, né le 13 janvier 1970 à Oslo (Norvège), est un footballeur norvégien, qui évoluait au poste de défenseur central à Brøndby IF et en équipe de Norvège.
Eggen inscrit deux buts lors de ses vingt-cinq sélections avec l'équipe de Norvège entre 1993 et 2001.

## Biographie
Ce grand et frêle gabarit est international norvégien à 25 reprises (2 buts) ce qui lui permet de participer à la Coupe du monde (1994 et 1998) et à l'Euro (2000). Il marque un but face au Maroc lors du premier tour de la Coupe du Monde 1998. 
Si lors du mondial 1994 il ne joue aucun match, en revanche lors du mondial 1998 il dispute quatre matchs, atteignant le stade des huitièmes de finale.
Il connaît beaucoup de péripéties en club avec notamment la participation à la coupe de l'UEFA en 2001 avec Alavés (son club arrive jusqu'en finale face à Liverpool). Sa dernière expérience avec Le Mans est assez pénible car il subit une grave blessure au pied. 
Après sa retraite du football il s'occupe du groupe de rock norvégien El Caco.

## Carrière
- 1990-1993 :  BK Frem Copenhague
- 1993-1997 :  Brøndby IF
- 1997-1999 :  Celta Vigo
- 1999-2003 :  Deportivo Alavés
- 2003 :  Glasgow Rangers
- 2003-2004 :  Deportivo Alavés
- 2004 :  Le Mans Union Club 72

## Palmarès

### En équipe nationale
- 25 sélections et 2 buts avec l'équipe de Norvège entre 1993 et 2001[5]
- Participation à la Coupe du monde en 1994 (Premier Tour) et en 1998 (1/8 de finaliste)
- Participation au Championnat d'Europe des Nations en 2000 (Premier Tour)

### Avec Brøndby IF
- Champion du Danemark en 1996, 1997 et 1998
- Vainqueur de la Coupe du Danemark en 1994 et 1998

### Avec le Deportivo Alavés
- Finaliste de la Coupe UEFA en 2001